# Zdzisław Marchwicki
Zdzisław Marchwicki (18 de Outubro de 1927 - 29 de Abril de 1977), chamado "Vampiro Zagłębie", era um assassino em série polaco.
Nasceu em 1927 na Dabrowa Górnicza numa família de classe baixa. O seu pai casou 5 vezes em que 4 crianças nasceram - três rapazes e uma rapariga - todas acusadas, mais tarde, juntamente com Zdzisław por conspiração criminal, roubo e obstrução à justiça.
Marchwicki cometeu todos os seus crimes nas seguintes zonas: na vizinhança de Czeladz, Bedzin, e cidades próximas de Zagłębie Dąbrowskie e Upper Silesia. Os assassinatos começaram em 1964 e continuaram, com algumas pausas, até ao fim de 1970.
Quando foi preso em 1972, Marchwicki foi acusado de assassinato de 14 mulheres e da tentativa de assassinato de outros 6, mas uma tentativa de assassinato não foi provada.
Depois de um julgamento altamente publicitado, que durou 10 meses, Marchwicki recebeu a sentença de morte em Julho de 1975. A sua execução tomou lugar em 1977 em Katowice, Polónia.
O irmão de Marchwicki, Jan Marchwicki, também recebeu a pena de morte, enquanto que o seu terceiro irmão Henryk, foi sentenciado a 25 anos por tomar parte de uma conspiração para cometer assassinato. A meia-irmã, Halina, apanhou 3 anos de prisão por receber peças roubadas como relógios e canetas que sabia serem das vítimas.
Também foram atribuídas penas ao filho de Halina, também chamado Zdzisław, por não ter informado a polícia sobre a conspiração para assassinatos.
Durante o julgamento, e depois, havia muitas disputas sobre se Marchwicki seria um vampiro. Não tinha comportamentos típicos de um assassino, mantendo-se passivo e tímido durante os julgamentos. Enquanto estava na prisão à espera dos resultados dos recursos, escreveu um reputado diário onde descrevia os detalhes das mortes, com todas as emoções. Foi firmemente estabelecido hoje em dia que o diário foi-lhe ditado por polícias através de colegas de prisão. Não parece possível que Marchwicki, que deixou a escola tão cedo e tinha um baixo QI, conseguisse escrever usando um estilo que usava frases complexas e incluía calão da polícia.
Uma das vítimas de Marchwicki era a sobrinha de Edward Gierek, que era o líder comunista na altura de Upper Silesian. Contudo, a condenação e os investigadores negaram ter sido pressionados para condenar Marchwicki.